# Мачковец (Чаковец)
Мачковец је насељено место у саставу града Чаковца у Међимурској жупанији, Хрватска. До територијалне реорганизације у Хрватској налазио се у саставу старе општине Чаковец.

## Становништво
На попису становништва 2011. године, Мачковец је имао 1.326 становника.

## Попис1991.
На попису становништва 1991. године, насељено место Мачковец је имало 1.535 становника, следећег националног састава:
| Попис 1991.‍   | Попис 1991.‍  | Попис 1991.‍ | Попис 1991.‍ | Попис 1991.‍ |
| ------------- | ------------ | ----------- | ----------- | ----------- |
|               |              |             |             |             |
| Хрвати        | Хрвати       |             | 1.461       | 95,17%      |
| Југословени   | Југословени  |             | 10          | 0,65%       |
| Срби          | Срби         |             | 6           | 0,39%       |
| Чеси          | Чеси         |             | 2           | 0,13%       |
| Македонци     | Македонци    |             | 1           | 0,06%       |
| Муслимани     | Муслимани    |             | 1           | 0,06%       |
| Пољаци        | Пољаци       |             | 1           | 0,06%       |
| Словенци      | Словенци     |             | 1           | 0,06%       |
| остали        | остали       |             | 1           | 0,06%       |
| неопредељени  | неопредељени |             | 4           | 0,26%       |
| регион. опр.  | регион. опр. |             | 1           | 0,06%       |
| непознато     | непознато    |             | 46          | 2,99%       |
| укупно: 1.535 |              |             |             |             |